# Sinfonia n. 1 (Rachmaninov)
La Sinfonia n. 1 in re minore, Op. 13 fu composta da Sergej Vasil'evič Rachmaninov nel 1895. La sua prima esecuzione, che ebbe luogo a San Pietroburgo il 15 (27) marzo del 1897, fu un fiasco clamoroso: i motivi sono da ricercare nelle poche prove effettuate e nella cattiva direzione di Aleksandr Glazunov, oltre alla particolare struttura dell’opera, tale da renderla di difficile comprensione al primo ascolto da parte del pubblico di allora. Rachamaninov subì di conseguenza un crollo psicologico, ma non distrusse la partitura, che rimase in Russia quando il compositore andò in esilio nel 1917 e fu perduta. Nel 1944, un anno dopo la morte del compositore, le parti strumentali separate della sinfonia furono riscoperte ed utilizzate per ricostruire la partitura. La seconda esecuzione dell'opera ebbe luogo al conservatorio di Mosca il 17 ottobre 1945, sotto la direzione di Aleksandr Gauk. In seguito alla generale rivalutazione della musica di Rachmaninov, la sinfonia n. 1 è stata da allora eseguita e registrata molte volte.

## Storia della composizione
Sergej Rachmaninov iniziò a comporre la sua prima sinfonia nel 1895, lo stesso anno in cui iniziò la sua collaborazione artistica con la allora celebre violinista italiana Teresina Tua . La partitura lo impegnò da gennaio a ottobre, un tempo insolitamente lungo per Rachmaninov, che trovò l'opera estremamente impegnativa. Il 29 luglio scrisse dalla tenuta di Ivanovka che, benché ci lavorasse per sette ore al giorno, i progressi erano estremamente lenti. Le ore di lavoro giornaliere aumentarono a dieci in settembre, e la sinfonia fu completata e orchestrata prima della partenza di Rachmaninov da Ivanovka in ottobre. Nello stesso anno il compositore incontrò il filantropo musicale Mitrofan Beljaev, grazie al cui interesse nel 1897 fu messa in programma l'esecuzione della sinfonia. Tuttavia, quando Rachmaninov suonò la partitura al pianoforte per Sergej Taneev, questi gli fece molte critiche, che lo indussero ad apportare numerosi cambiamenti.

## Struttura della composizione
Benché Rachmaninov una volta avesse confessato di non sapere se la sua vera vocazione artistica fosse quella del compositore, del pianista o del direttore d’orchestra (in realtà egli seppe eccellere in tutti e tre gli ambiti), la sua prima sinfonia non è affatto un’opera mediocre. La predilezione di Rachmaninov per la liturgia cristiana ortodossa lo aveva indotto ad inserire alcune formule melodiche, tratte da una raccolta di monodie sacre, in tutti e quattro i movimenti, in funzione di cellule costruttive. Nel complesso, la sinfonia si caratterizza per lo spirito di ardente romanticismo che la pervade. La composizione si basa su tre motivi annunciati nel primo movimento: l’idea esposta all’inizio, cromatica e concisa; l’ampio tema che segue (e che riapparirà nelle Danze sinfoniche) ed il ritmo ansimante del secondo soggetto. Degna di nota è anche la scelta del compositore russo di collocare lo scherzo al secondo movimento anziché al terzo, come d'uso. 

### Grave - Allegro ma non troppo
Il motto iniziale corrisponde a quello letterario che Rachmaninov aveva premesso alla partitura, tratto dalla Bibbia: ”A me la vendetta, sono io che ricambierò” dice il Signore (Lettera ai Romani, 12-19). Il tema secondario del primo movimento si presenta come una melodia cromatica dal tono esotico e costituisce probabilmente il ritratto sonoro di Anna Lodyženskaja, moglie di un amico del compositore e dedicataria della sinfonia. Lo sviluppo si apre con un fugato su un tema tratto dal materiale compositivo precedente; a questo fa seguito una marcia elastica ed energica, tipica dello stile di Rachmaninov. Un po' prima della ripresa, il tessuto sonoro è percorso da una scala per toni interi formata da note di più lunga durata, secondo uno schema entrato a far parte del repertorio tecnico dei compositori russi da Ruslan e Ljudmila di Michail Glinka.

### Allegro animato
Nel secondo movimento Rachmaninov ripropone nel tema principale l’idea cromatica dall’accento esotico già incontrata in precedenza. Echeggia con chiarezza il “motivo della vendetta” che sarà elaborato nella sezione intermedia del terzo movimento.

### Larghetto
La sezione iniziale del Larghetto si caratterizza per l’agile cantilena del clarinetto, dal colore anche qui tipicamente orientale. Dopo la riproposizione del “motivo della vendetta”, il clarinetto ritorna protagonista nella sezione conclusiva che suggella il terzo movimento.

### Allegro con fuoco
Il finale presenta un’introduzione dal carattere festoso, con il “motivo della vendetta” che ricompare a opera delle trombe a mo’ di fanfare a tre voci. Successivamente il paesaggio sonoro muta alquanto, assumendo un tono piuttosto offuscato. La musica sale di intensità e verso la fine del movimento si ode il ritorno del motivo costituente il motto dell’intera sinfonia.

## La prima esecuzione
La prima esecuzione della sinfonia di Rachmaninov venne programmata a San Pietroburgo, in occasione di uno dei Concerti Sinfonici Russi, che sarebbe stato diretto da Aleksandr Glazunov, il 15 (27) marzo 1897. Sebbene Glazunov amasse dirigere, non lo fece mai con una padronanza completa. Durante le prove non solo diresse male, ma fece anche dei tagli alla partitura e cambi all'orchestrazione. I tagli effettuati musicalmente avevano poco senso, ed il tempo per le prove era molto scarso; Rachmaninov era preoccupato e tentò di parlare a Glazunov durante le pause delle prove, ma senza risultato. La prima fu un vero disastro, tanto che Rachmaninov disperato se ne andò prima della conclusione. Natalija Satina, che sarebbe diventata la moglie di Rachmaninov, più tardi disse che Glazunov sul podio era probabilmente ubriaco. La cosa è plausibile, dato che l'inclinazione di Glazunov per l'alcool era ben nota. Come avrebbe detto in seguito il suo allievo Dmitrij Šostakovič, Glazunov teneva una bottiglia nascosta dietro la sua cattedra al conservatorio di San Pietroburgo, dalla quale beveva con una cannuccia durante le lezioni. Inoltre il lavoro di Rachmaninov poteva essere considerato offensivo per il suo uso relativamente progressivo della forma sinfonica, che poteva andare contro la sensibilità dei critici e degli insegnamenti di Nikolaj Rimskij-Korsakov al conservatorio. Aleksandr Gauk, che diresse la trionfante replica della sinfonia nel 1945, ipotizzò che l'opera fu stroncata perché era una composizione moderna, avanti rispetto al suo tempo, che quindi non assecondava i gusti predominanti di allora. Il critico Cezar' Kjui guidò l'attacco al lavoro di Rachamninov: 
Molto tempo dopo Rachmaninov avrebbe raccontato al suo biografo Oskar von Riesemann: "Ritornai a Mosca da uomo cambiato. La mia fiducia in me stesso aveva ricevuto un colpo improvviso. Ore trascorse agonizzando tra dubbi e tristi pensieri mi avevano portato alla conclusione che avrei dovuto abbandonare la composizione". Rachamaninov era completamente a pezzi e sarebbe stato incapace di comporre fino al 1899, quando familiari e amici lo avrebbero convinto a tentare la strada dell'ipnosi con il dottor Nikolaj Dal'.